# 斯托讷
斯托讷（法語：Stonne，法語發音：[stɔn]）是法国阿登省的一个市镇，属于色当区。

## 地理
斯托讷（49°33'1"N, 4°55'37"E）面积7.18 平方千米，位于法国大東部大區阿登省，该省份为法国北部内陆省份，西接埃纳省，南至马恩省，东临默兹省，北与比利时接壤。
与斯托讷接壤的市镇（或旧市镇、城区）包括：大阿尔穆瓦斯、阿尔泰斯勒维维耶、拉贝利耶尔、拉伯萨斯、迈松塞勒和维莱尔、罗库尔和弗拉巴、塔奈-勒蒙迪约。

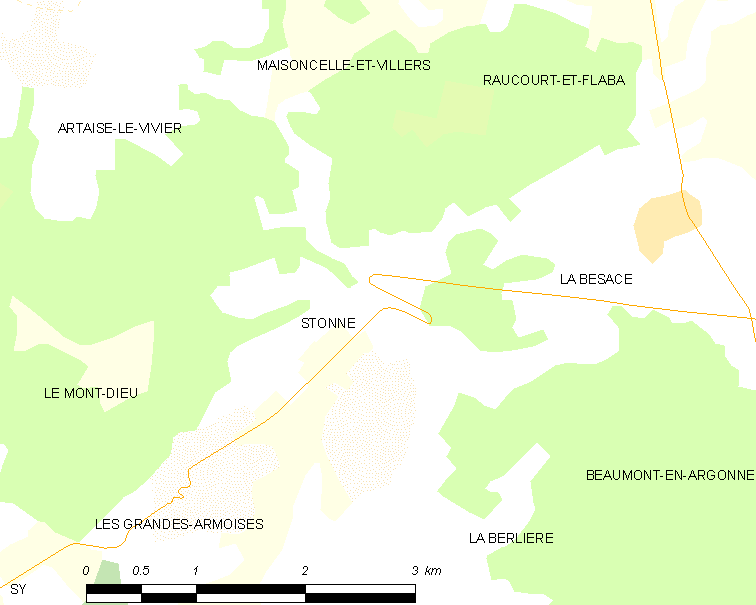
斯托讷的OSM定位图

斯托讷的时区为UTC+01:00、UTC+02:00（夏令时）。

## 行政
斯托讷的邮政编码为08390，INSEE市镇编码为08430。

## 政治
斯托讷所属的省级选区为武济耶县。

## 人口

1962-2008年间斯托讷人口变化图示

斯托讷于2022年1月1日时的人口数量为39人。